# Desmiphora chemsaki
Desmiphora chemsaki är en skalbaggsart som beskrevs av Giesbert 1998. Desmiphora chemsaki ingår i släktet Desmiphora och familjen långhorningar. Inga underarter finns listade i Catalogue of Life.